# 愛と死の境界線
『愛と死の境界線』（あいとしのきょうかいせん）は、2011年3月26日にテレビ朝日系の「土曜ワイド劇場」で放送された日本のテレビドラマ。
サブタイトルは「〜隣人との悲しき争い〜隣人は殺人者! 悲しき美人妻と家族の絆・土地争いに隠された驚愕の真実を暴け!!」。
原作は小杉健治の小説『境界殺人』。筆界をめぐる殺人事件の解決に奔走する土地家屋調査士の活躍を描いている。
主演の黒木瞳は土曜ワイド劇場においては2001年放送の「第一回ホラーサスペンス大賞特別賞受賞作品・鬼子母神」以来2度目、10年ぶりの主演となる。

## 制作
このドラマは日本土地家屋調査士会連合会による「土地家屋調査士制度発足60周年記念事業」でもあり、同会の全面協力で作られた。
2010年、連合会が60周年記念事業を企画するにあたり全国の会員からアイデアを募ったところ、札幌土地家屋調査士会より「小説『境界殺人』の映像化」という提案があった。折しも、同作の映像化の企画が、テレビ番組制作会社によりテレビ局に提出されていた。そこで連合会が記念事業実行委員会を立ち上げて全国会員の意見を集約し制作会社と折衝を開始。関係者の理解を得て、連合会が制作に協力することとなった。

## あらすじ
土地家屋調査士の西脇ゆう子は、牧橋善作より土地分筆の依頼を受けた。現場では、隣人の原田淳志との争いが互いの家族を巻き込んでヒートアップしており、ゆう子はそんな状況に困惑する。
そんな折、原田家の娘婿の愛人が殺される事件が発生、殺人容疑は牧橋家に向く。さらに、当該地の土地をマンション敷地として買い上げる計画を画策していた不動産業者が殺害され、牧橋家の家族問題も噴出し、ゆう子も事件に関わっていく中で公私ともに危機に巻き込まれていく。

## 登場人物
西脇 ゆう子
演 - 黒木瞳
土地家屋調査士。趣味で絵本作家としても活躍し、賞をとるほどの実力である。4年前、息子の大地とアフリカ旅行に行った際、倒れていた現地の女性の介抱に集中するあまり、大地が迷子になってしまった。大使館も出動する騒ぎになって結局は見つかったが、それが原因で夫婦関係がギクシャクしてしまい、離婚となった。「人は理解し合えない不安から境界を引く。人が分かり合えば境界は要らない。」という信念を持っており、横浜に構えている事務所の名前も「No Border」と名づけている。助けた現地の女性からプレゼントされたガーネットを身につけている。
市村 拓也
演 - 徳井義実（チュートリアル）
ゆう子の助手。土地家屋調査士受験中。
五十嵐 留美
演 - 眞野裕子
ゆう子の事務所の事務員。
牧橋 善作
演 - 寺田農
隣人の原田との境界の確定をゆう子に依頼する。
原田 淳志
演 - 秋野太作
牧橋家の隣人。家の土地境界で争う。
牧橋 光江
演 - 赤座美代子
牧橋善作の妻。
江木 義彦
演 - 半海一晃
原田淳志の娘婿。素行が悪く事業に失敗し家族で原田家に転がり込む。
江木 千賀子
演 - 秋本奈緒美
江木義彦の妻。原田淳志の娘。
牧橋 哲夫
演 - 西村雅彦
牧橋善作の長男。父と確執がある。
牧橋 裕二
演 - 宍戸開
牧橋善作の次男。
奥野 大介
演 - デビット伊東
不動産屋。牧橋家の土地の売却を画策する。
山下 征治
演 - 松重豊
刑事。
刑事
演 - 渋谷天外 (3代目)
鈴木（刑事）
演 - 是近敦之
古川 みずる
演 - 中村春菜
江木義彦の愛人。ゆう子が調査した土地から死体で発見される。
西脇 遼一
演 - 三田村邦彦（友情出演）
ゆう子の元夫。結果的に大地を危険な目にあわせているゆう子に不信感を持っている。
境界にインネンをつけるヤクザ夫人
演 - あいはら友子（特別出演）
絵本大賞受賞式典司会者
演 - 春田純一（特別出演）
西脇 大地
演 - 原田一輝
ゆう子の息子。親権はゆう子が持っているが監護権は別れた夫が持っているため、夫の実家に引き取られている。
江木 サエカ
演 - 田辺桃子
江木義彦の小5の娘・原田淳志の孫。父の義彦が愛人の古川みずると一緒にいたのを見たショックで不登校になる。
警官
演 - 大西武志
鑑識官
演 - 駿河太郎
- 川上藍子、嶋田かなこ、霞末かおり、サムエルジェームスン、リンゼーR・ネルソン、松嶋亮太、大坪貴史

## スタッフ
- 原作 - 小杉健治「境界殺人」
- 脚本 - 林誠人
- 監督 - 松本明
- プロデューサー - 松本明、深沢義啓（朝日放送）、霜田一寿（ザ・ワークス）、水岸康晴（ザ・ワークス）
- 技術協力 - フォーチュン
- 美術協力 - テレビ朝日クリエイト
- 音響効果 - スワラプロダクション
- 編集・MA - ブル
- 殺陣 - 大道寺俊典
- VFX合成 - 小原彰夫
- 制作協力 - 国際放映
- 監修・協力 - 日本土地家屋調査士会連合会
- 制作 - 朝日放送、ザ・ワークス